# Kolossal-Statue Schapurs I.

Bild der Statue

Die Kolossal-Statue des sasanidischen Großkönigs Schapur I. (240–272 n. Chr.) befindet sich in einer natürlichen, schwer zugänglichen Höhle, der so genannten Schapurhöhle. Diese liegt im Süden des heutigen Iran, ca. 6 km von der antiken Stadt Bischapur entfernt.
Mit ihrer Höhe von etwa 6,70 m und einer Schulterbreite von über 2 m gilt die Kolossal-Statue Schapurs I. neben den Felsreliefs als eindrucksvollstes Bildwerk der Sasanidenzeit.

## Merkmale der Kolossal-Statue

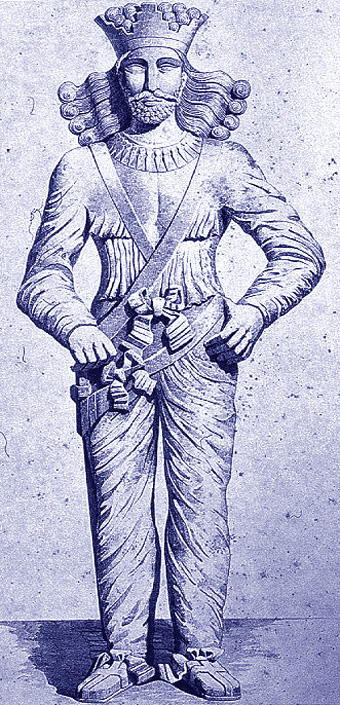
Rekonstruktion der Statue durch George Rawlinson (1876).

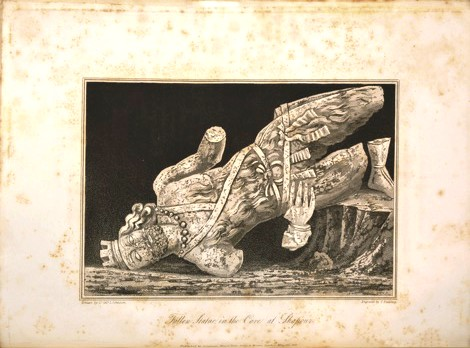
Die Statue im umgefallenen Zustand 1818 (Abb. aus dem Buch „A journey from India to England, through Persia, Georgia, Russia, Poland, and Prussia, in the year 1817“ von Lieut. Col. John Johnson).

Die monumentale Skulptur ist aus einem an Ort und Stelle gewachsenen Stalagmiten gemeißelt und steht 35 m vom Höhleneingang entfernt, auf der vierten von insgesamt fünf Terrassen, welche 3,4 m unter dem Niveau des Höhleneingangs liegt.
Der Kopf und der Rumpf der Skulptur sind relativ gut erhalten, während große Teile der Arme und die Beine fast gänzlich fehlen. Die Kolossal-Statue befindet sich heute nicht mehr genau an der ursprünglichen Stelle. Vermutlich ein Erdbeben brachte die Statue zwischen dem fünfzehnten und dem neunzehnten Jahrhundert zu Fall. Sie wurde um die Mitte des zwanzigsten Jahrhunderts auf zwei mit Eisenstäben armierten Betonsäulen wieder aufgerichtet.
Die rundplastisch gearbeitete Skulptur stellt eine männliche Gestalt mit auffallend kräftigen und breiten Schultern dar. Sie ist auf allen Seiten gleichwertig, detailreich und mit großer Sorgfalt gemeißelt. Das Haupt der Kolossal-Statue ist in allen Einzelheiten symmetrisch gearbeitet. Die Statue trägt eine Krone mit vier Stufenzinnen. Während von der vorderen Stufenzinne ein großes Stück fehlt, sind die seitlichen und jene auf der Rückseite relativ gut erhalten. Ein breites Diadem schließt die Krone am unteren Rand ab. Die beiden Bänder des Diadems, die schwer über den Rücken bis zur Taille fallen, verbreitern sich von oben nach unten und sind von rund zwanzig waagrechten, parallel laufenden Furchen durchzogen.
Unterhalb des Diadems quellen die Haare üppig hervor. Sie weisen ein hohes Maß an Plastizität auf. Die Haarmasse auf der linken Seite der Skulptur ist gut erhalten, während die Strähnenenden auf der rechten Seite abgebrochen sind.
Die nicht mehr vorhandene linke Hand der Skulptur muss einst auf dem Schwertgriff geruht haben. Der rechte Arm ist knapp unterhalb der Achselhöhle abgebrochen. Die stark verwitterte rechte Hand ist in die Hüfte gestemmt.
Das Gewand der Kolossal-Statue ist dreiteilig und besteht aus einem Unterhemd, einer Hose und einem Obergewand. Eine halbkreisförmige Linie oberhalb des Halsschmucks deutet das Unterhemd aus feinstem Material an, von dem nur ein kleiner Teil sichtbar ist. Es wirkt faltenlos und scheint beinahe transparent zu sein.
Das Obergewand der Skulptur liegt eng am Körper an. Durch den hautengen Schnitt werden die Schultern, die Oberarme und der Brustkorb des Herrschers betont. Auffallend am Stoff des Obergewandes sind die plastisch geformten Gebilde, die nach unten züngelnden Flammen gleichen. Sie sind unterschiedlich lang, verschieden gestaltet und unregelmäßig angeordnet. Das Obergewand wird in der Taille von einem Gürtel eng zusammengehalten, während ein zweiter, locker um die Hüften geschlungener Gürtel zur Befestigung der Schwertscheide dient. Beide Gürtel werden mit einer Schleife gebunden, deren breite, quergerippte Enden herabhängen.
Der kleine Rest des linken Oberschenkels lässt den Schluss zu, dass die Skulptur eine faltenreiche Hose trug. Dass die Hose der Kolossal-Statue bis auf den Boden reichte, belegen die Faltenspuren, die in einigem Abstand von den Füssen der Skulptur die Beine umlaufen. Es scheint naheliegend zu sein, dass der Bildhauer der Kolossal-Statue diese Hosenlänge und -weite nicht nur aus ästhetischen Gründen bevorzugte, sondern dass sie auch der Stabilisierung, d. h. der Vergrößerung der Standfläche und der Absenkung des Schwerpunktes der tonnenschweren Kolossal-Statue dienen sollte.
Die beiden Füße der Skulptur sind leicht gespreizt, der linke Fuß befindet sich etwas weiter vorne als der rechte. Die Originalschuhe der Kolossal-Statue sind heute in unterschiedlichem Erhaltungszustand. Der rechte Schuh ist weitgehend zerstört. Der linke Schuh ist praktisch unbeschädigt und besitzt eine runde Kappe. Die längsplissierten, breiten Schuhbänder schlängeln sich s-förmig über den Boden.
An der Kolossal-Statue finden sich drei Arten von Schmuckstücken: eine Halskette, Ohrschmuck aus großen Perlen und ein Armreif am rechten Handgelenk. Trotz der starken Beschädigung kann festgestellt werden, dass der sichtbare Teil der Halskette der Kolossal-Statue aus ca. fünfzehn großen, rund geschliffenen Steinen besteht, die etwas unterhalb des Halsansatzes in einem halbkreisförmigen Bogen auf der Brust aufliegen und gegen die Mitte hin an Umfang zunehmen. Der Ohrschmuck der Schapur-Statue ist kugelförmig und übertrifft die Größe der Ohrläppchen. Auf der rechten Seite ist er leicht beschädigt, während links nur eine Halbkugel erhalten ist.

## Identifizierung der Kolossal-Statue und die ursprüngliche Form der Krone
In der Sasanidenzeit besaß jeder Großkönig seine eigene, zu seinem Regierungsantritt entworfene Krone. Die sasanidischen Kronen unterscheiden sich primär durch ihre Form, deren Einzelheiten strengen Regeln unterworfen waren. Für die Identifizierung der Darstellungen der sasanidischen Großkönige ist deshalb die Form der Krone, die sich von Herrscher zu Herrscher änderte, das wichtigste Indiz.
Die Krone der Kolossal Statue besteht heute aus zwei Teilen: einem Diadem und dem Stufenzinnenteil. Aufgrund der Form der Krone sowie anhand kunstgeschichtlicher Überlegungen lässt sich die Skulptur eindeutig als Schapur I., den zweiten sasanidischen Großkönig, identifizieren.
Shapur I trägt nicht auf allen seinen Bildnissen eine Stufenzinnen-Krone; niemals ist er jedoch mit einer Stufenzinnen-Krone ohne Korymbos dargestellt. Nun stellt sich die Frage, ob sich auf der Krone der Kolossal-Statue ursprünglich ein Korymbos erhob.
Die Existenz eines Loches, das innerhalb des Stufenzinnen-Kranzes auf dem Scheitel gebohrt ist, deutet darauf hin, dass die Krone der Kolossal-Statue ursprünglich einen Korymbos besaß, der nicht aus Stein, sondern aus Metall war. Das in den Stein gebohrte Loch kann nur dazu gedient haben, den Korymbos zu verzapfen. Berechnungen ergaben, dass der verlorengegangene Korymbos der Kolossal-Statue ursprünglich eine Höhe von etwa 1.5 und eine Breite von ca. 1 m besaß und sogar mit einer sehr geringen Wandstärke mehr als eine Tonne wog.

## Haarfrisur als Datierungskriterium
Die Kolossal-Statue Schapurs I. ist ein außergewöhnliches Denkmal, das zur Regierungszeit dieses Großkönigs (240–272 n. Chr.) ausgeführt wurde.
In der Frühzeit der sasanidischen Bildkunst (224–309 n. Chr.) lässt sich eine fortlaufende Entwicklung des Stils feststellen, die sich am auffälligsten in der Veränderung der Haartracht manifestiert. Die Haartracht liefert deshalb in vielen Fällen ein wichtiges Kriterium zur Datierung der frühsasanidischen Reliefs.
Die Haarfrisur der Kolossal-Statue besteht aus vier Reihen deutlich voneinander abgesetzter, übereinander liegender, gewellter Strähnen, die unterhalb des Diadems hervorquellen und symmetrisch auf den Schultern liegen. Genau die gleiche Haarfrisur trägt Schapur I. auf seinen Felsreliefs, die nach 260 n. Chr. entstanden sind. Anhand von Details der Haarfrisur wurde die Kolossal-Statue Schapurs I. von G. Reza Garosi in die zweite Hälfte der Sechzigerjahre des dritten Jahrhunderts n. Chr. datiert.

## Bildhauer der Kolossal-Statue
Der anonyme Schöpfer der Kolossal-Statue Schapurs I. kann als einer der größten antiken Bildhauer des Vorderen Orients betrachtet werden. Dass es ihm gelang, die Skulptur fertigzustellen, ist gewiss. Berichten aus der postsasanidischen Zeit zufolge, stand die tonnenschwere Skulptur zumindest bis ins 14. Jahrhundert auf ihren Füssen. Es lässt sich nicht feststellen, ob Apasa, der durch die Säuleninschrift in Bischapur als hervorragenden Bildhauer gefeiert wird, die Hauptverantwortung für die Ausführung der Kolossal-Statue Schapurs I. trug.

## Stand der Forschung
Obschon die Grotte mit der kolossalen Rundplastik Schapurs I. seit mindestens 1811 im Westen bekannt ist, nahm sie bis vor kurzem in der Fachliteratur nur wenig Raum ein. Erwähnt wurde sie u. a. von Roman Ghirshman, Kurt Erdmann und Georgina Herrmann. Die erste umfassende Untersuchung der Höhle und der Kolossal-Statue stammt von G. Reza Garosi.